# Huvudsta stenbrott

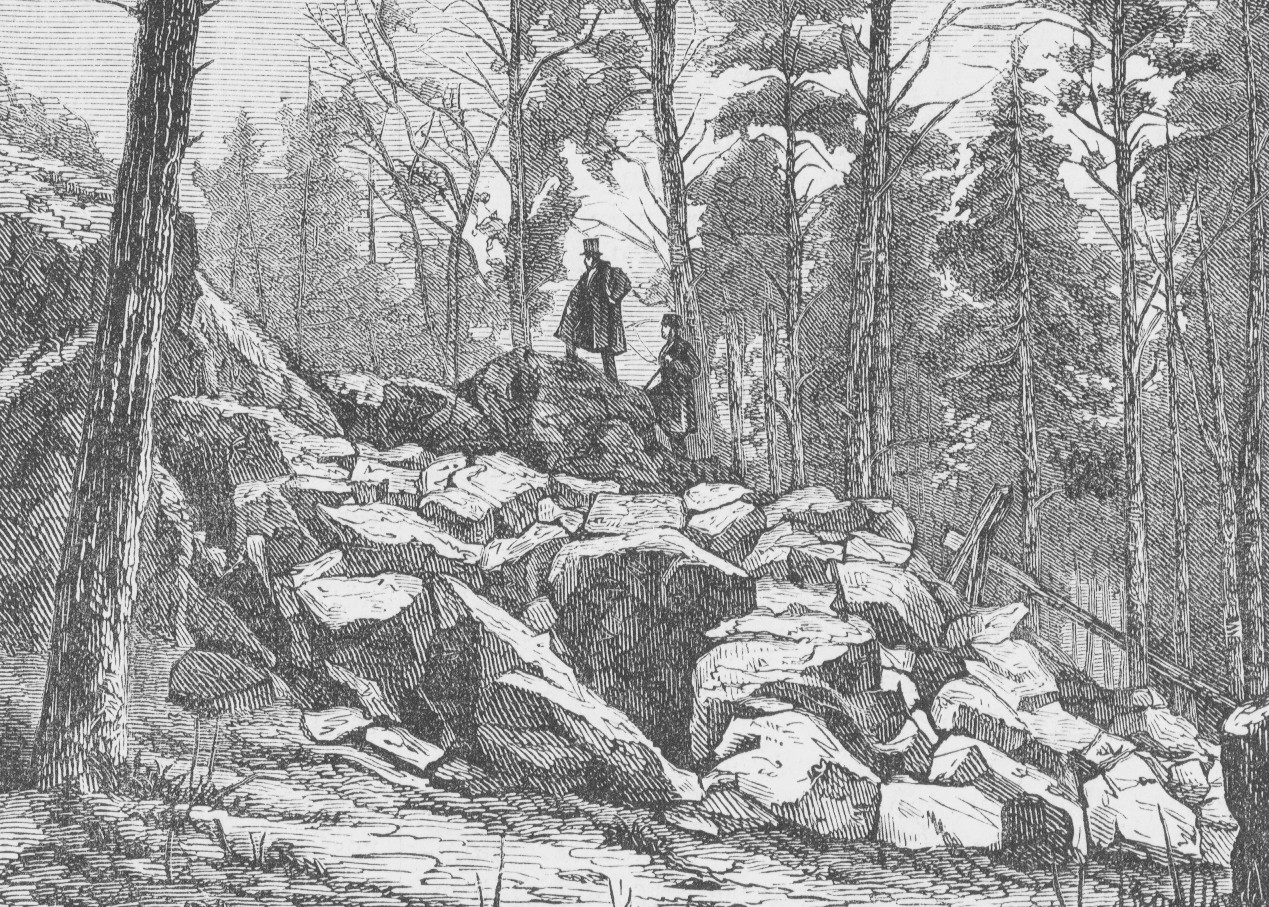
Huvudsta stenbrott efter en sprängning 1868.

Huvudsta stenbrott var ett stenbrott för granit som låg vid Ulvsundasjön i nuvarande stadsdelen Huvudsta i Solna kommun. Stenbrottet var det största i Huvudsta och arrenderades från 1875 av Stockholms stad för produktion av huvudsakligen tuktad gatsten. Stenbrottet ansågs vara uttömt i början av 1880-talet och ersattes 1884 av Stenhamra stenbrott på Färingsö.

## Historik
Brottet låg intill Ulvsundasjön vid Jungfrudansen strax väster om Huvudsta gård och öppnade 1866. Det ägdes då av ingenjören och entreprenören Johan Adolf Berg som förvärvat stället av Huvudsta gårds ägare löjtnant G. Wibom. Huvudsta var känt för sin blågrå granit och exporterades av Berg i form av huggen kant- och gatsten även till England. I hans arbetsstyrka ingick ett 60-tal straffångar från Långholmens fängelse. Berg använde graniten också till egna byggprojekt, exempelvis täcktes väggarna i Nils Ericsons slussbassäng av granit från Huvudsta stenbrott och kajen vid Nationalmuseum på Blasieholmen utfördes med den egna stenen.

### Det stora raset i Jungfrudansen
Den 26 november 1867 inträffade ett stort jordskred och drygt två tunnland mark försvann ut i Ulvsundasjön. Raset drog med sig även stora mängder färdighuggen gatsten, rännsten och kajsten samt två lastbryggor och en lyftkran vilket betecknades som stor förlust för ägaren Berg. Olyckan uppmärksammades i pressen och i Ny Illustrerad Tidning kunde man läsa följande artikel om händelsen:

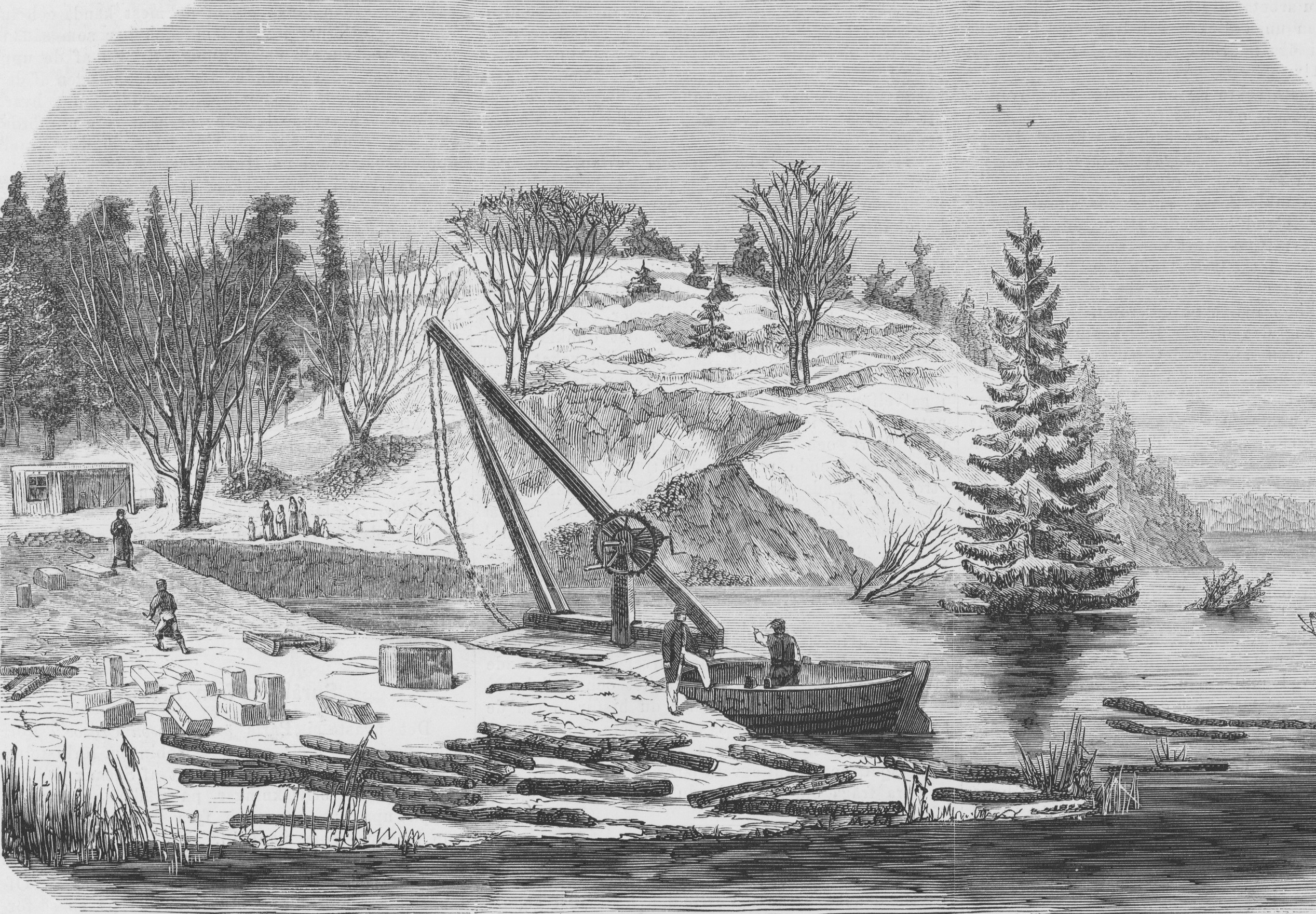
Jordraset vid Huvudsta stenbrott 1867. "Plansch" i Ny Illustrerad Tidning.

| ” | Hufvudsta vid Ulfsundasjön, strax invid Stockholm, är sedan länge ett af de mest kända och anlitade granitbrotten i vårt land, och har som sådant med rätta vunnit namnkunnighet. En af de upplagsplatser, som användes för utskeppningen af den huggna stenen, benämnd "Jungfrudansen", hvarå en kran och tvenne lastningsbryggor voro uppförda, har nu, genom sitt försvinnande, plötsligt dragit uppmärksamheten till Hufvudsta. Tisdagen i förra veckan, straxt före kl. 3 e. m., stodo omkring 80 personer på "Jungfrudansen", - en plats så stor som t. ex. Södermalmstorg - och 3 à 4 tusen sträckfot sten gjorde dem sällskap. Menniskorna gingo ombord på de farkoster, som skulle föra dem hem, och hade ej hunnit långt från land, förrän hela "Jungfrudansen" med sådan fart nedrasade i sjön, att ibland annat en pråm, lastad med 75 tons bearbetad sten, kastades i emot motsatta stranden, men återfördes med vattenmassan till det genom raset uppkomna tomrummet, der ren strax fann sig ganska väl, ty djupet invid den nya, genom raset uppkomna, stranden, är 11 à 12 fot. Stora ekar och granar medfördes i djupet, och ett af de största stenbrotten vid Hufvudsta har blifvit otillgängligt. Vår planch visar utseendet af den genom raset uppkomna viken, med de långt ut i vattnet bortförda väldiga träden. Hela den nuvarande viken, från planchens högra sida till den venstra, var före raset jemn mark. | „ |

### Stockholms stad tar över

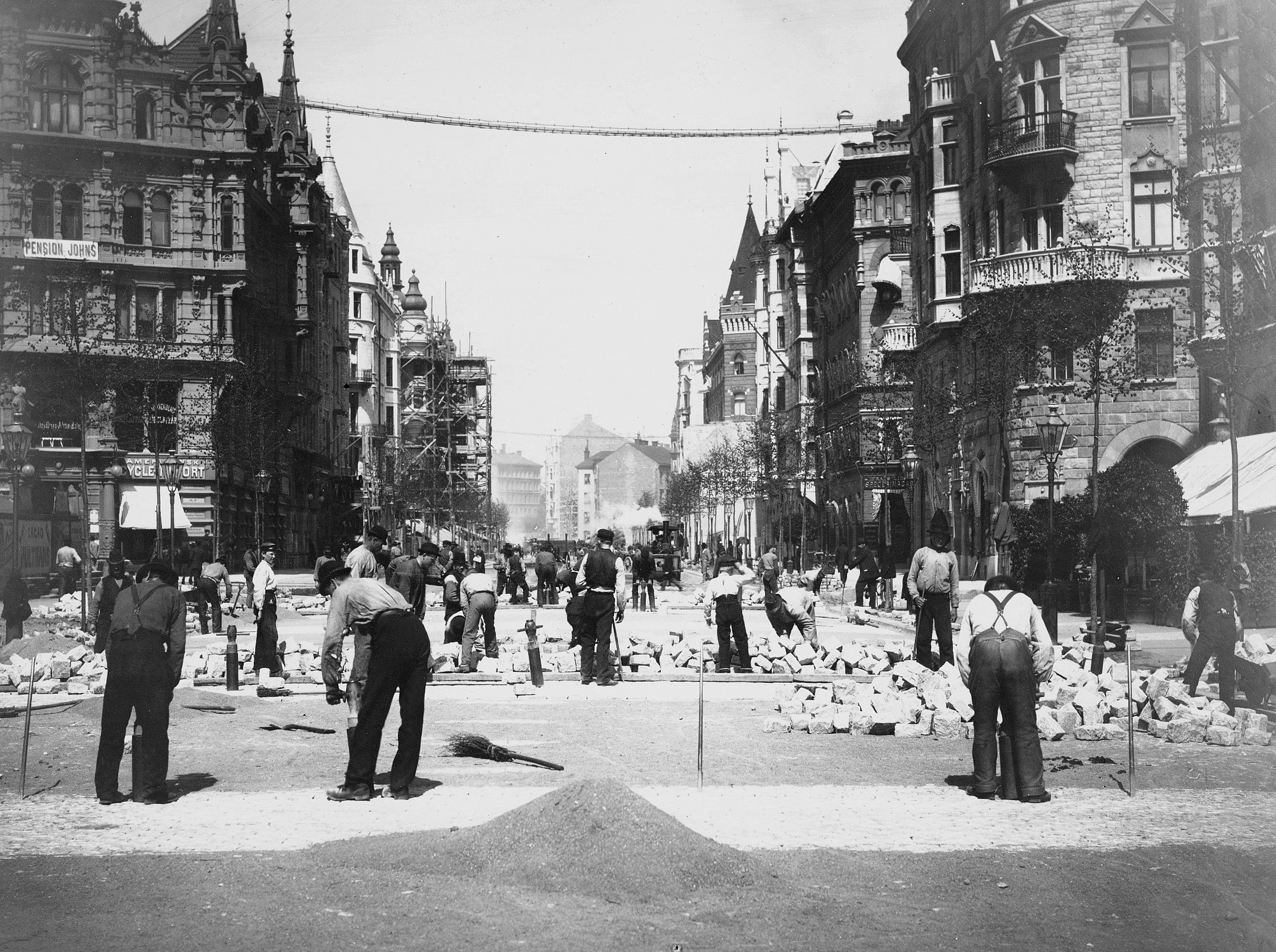
Läggning av gatsten på Birger Jarlsgatans södra del, vy norrut, 1898.

Från och med år 1872 började Stockholms stad låta hugga egen gatsten, innan dess inköptes tuktad gatsten från privata tillverkare. År 1875 arrenderades stenbrottet i Huvudsta av staden och från 1876 var man självförsörjande med sten från egna stenbrott. Stockholms tuktade gatsten hade en engelsk förebild och var 13–30 centimeter lång, 10–11 centimeter bred och 19–21 centimeter hög. Den hade en svag konisk spets för att underlätta nedstöttningen.
Den då fortfarande exklusiva beläggningen med huggen gatsten användes för första gången i Stockholm år 1806 i samband med bygget av Norrbro. Omkring 1870 hade delar av Drottninggatan, Regeringsgatan, Malmtorgsgatan, Hamngatan, Götgatan, Hornsgatan och några större gator i Gamla stan körbanor av tuktad sten. För övrigt dominerade fältsten och grus. 1896 hade de flesta gatorna på Norrmalm och i Gamla stan körbanor av huggen gatsten. Huvudstagraniten användes inte bara som gatbeläggning i Stockholm utan även i fasaderna till bland annat Riksdagshuset och Nordiska museet samt för gravstenar. Som mest arbetade omkring 200 stenhuggare i brottet. 
Efterfrågan på gatsten var stor i den växande huvudstaden under 1800-talets slut. Snart räckte stenbrottet i Huvudsta inte längre till att tillgodose behovet. För att tillförsäkra sig om god tillgång på sten för en längre tid framöver förvärvade Stockholms stad 1884 ett helt granitberg, Bålberget, i Sånga socken på Färingsö. När stenbrottet i Huvudsta avvecklades 1884 och ersattes av Stenhamra stenbrott på Färingsö flyttades några av arbetarbostäderna till Stenhamra och de i arbetsstyrkan som önskade fick följa med. Verksamheten på Stenhamra avvecklades 1937 till följd av bristande efterfråga. 
Idag påminner gatunamnet Krysshammarvägen i Huvudsta om stenbrottens tid. Namnet syftar på en speciell typ av ytbehandling av graniten. Det stora dagbrottet syns uppifrån från gatan Jungfrudansen och nedifrån från strandpromenaden vid Ulvsundasjön. I kanten av Stenhuggeriskogen vid Huvudsta strand ligger två äldre trävillor byggda omkring 1880. De är de enda bevarade arbetarbostäderna  från de stenbrott som fanns i Huvudsta mellan 1860- och 1930-talet.

## Referenser

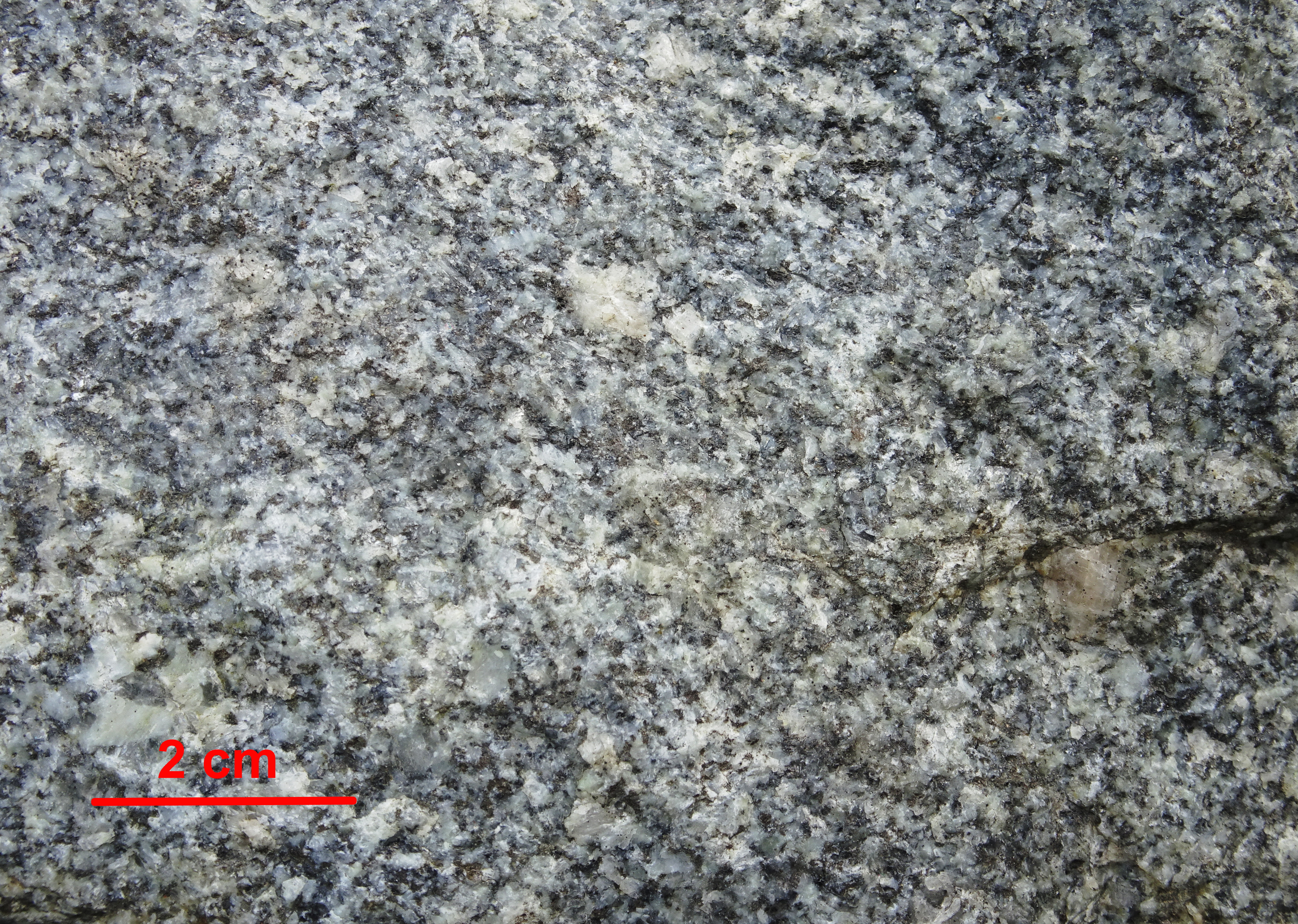
Gråblå Huvudstagranit.

## Nutida bilder

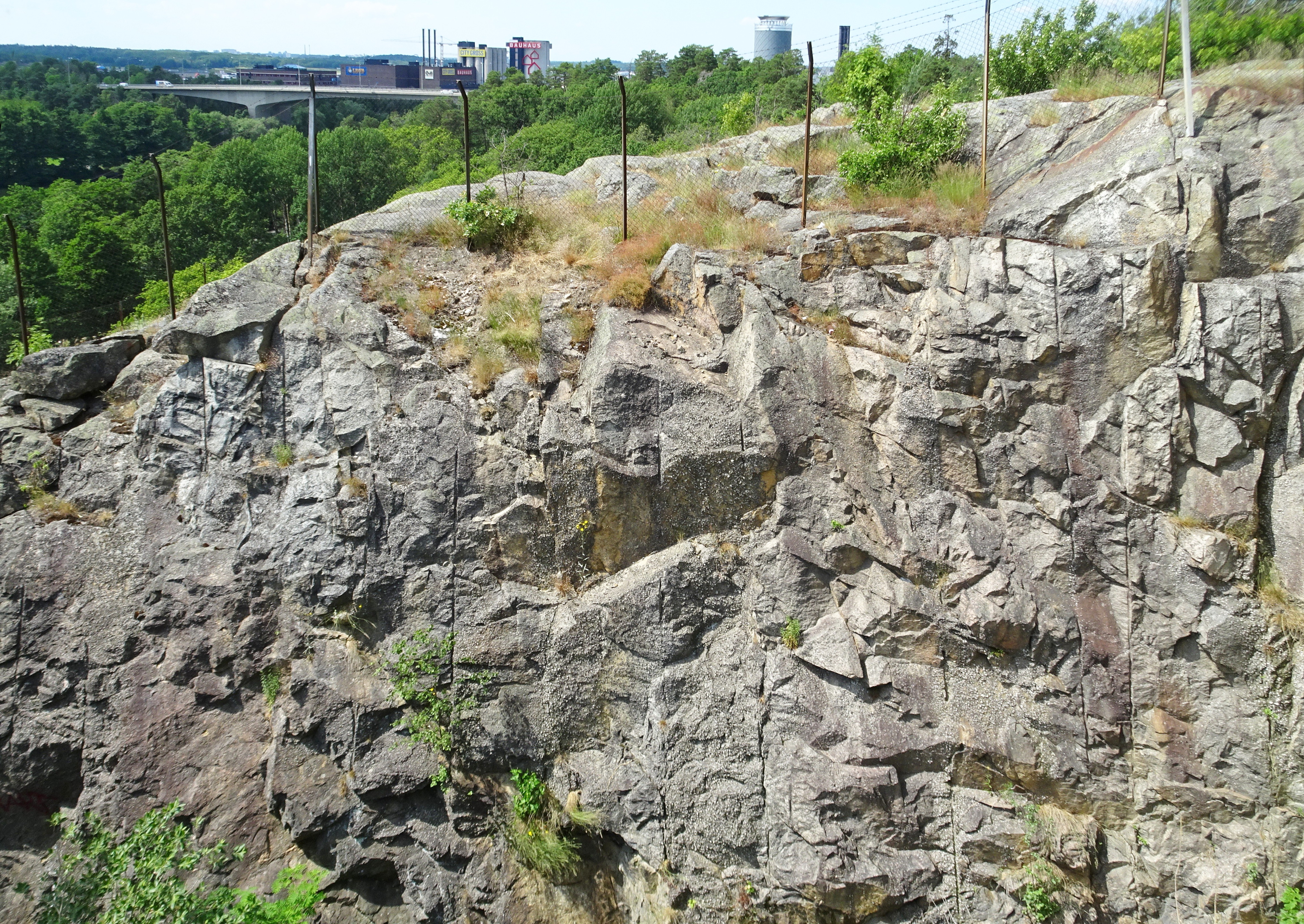
Vy från Jungfrudansen
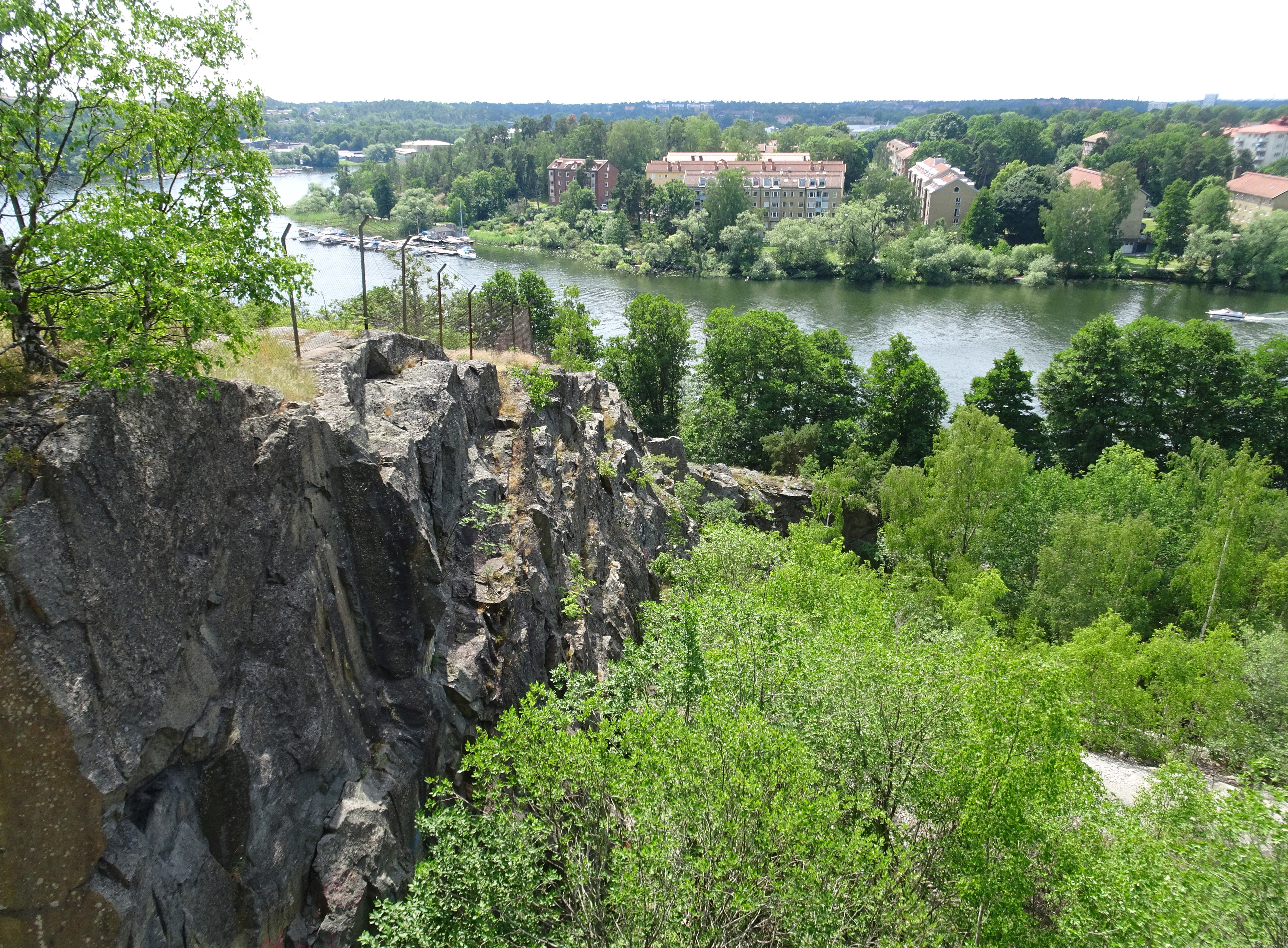
Vy från Jungfrudansen
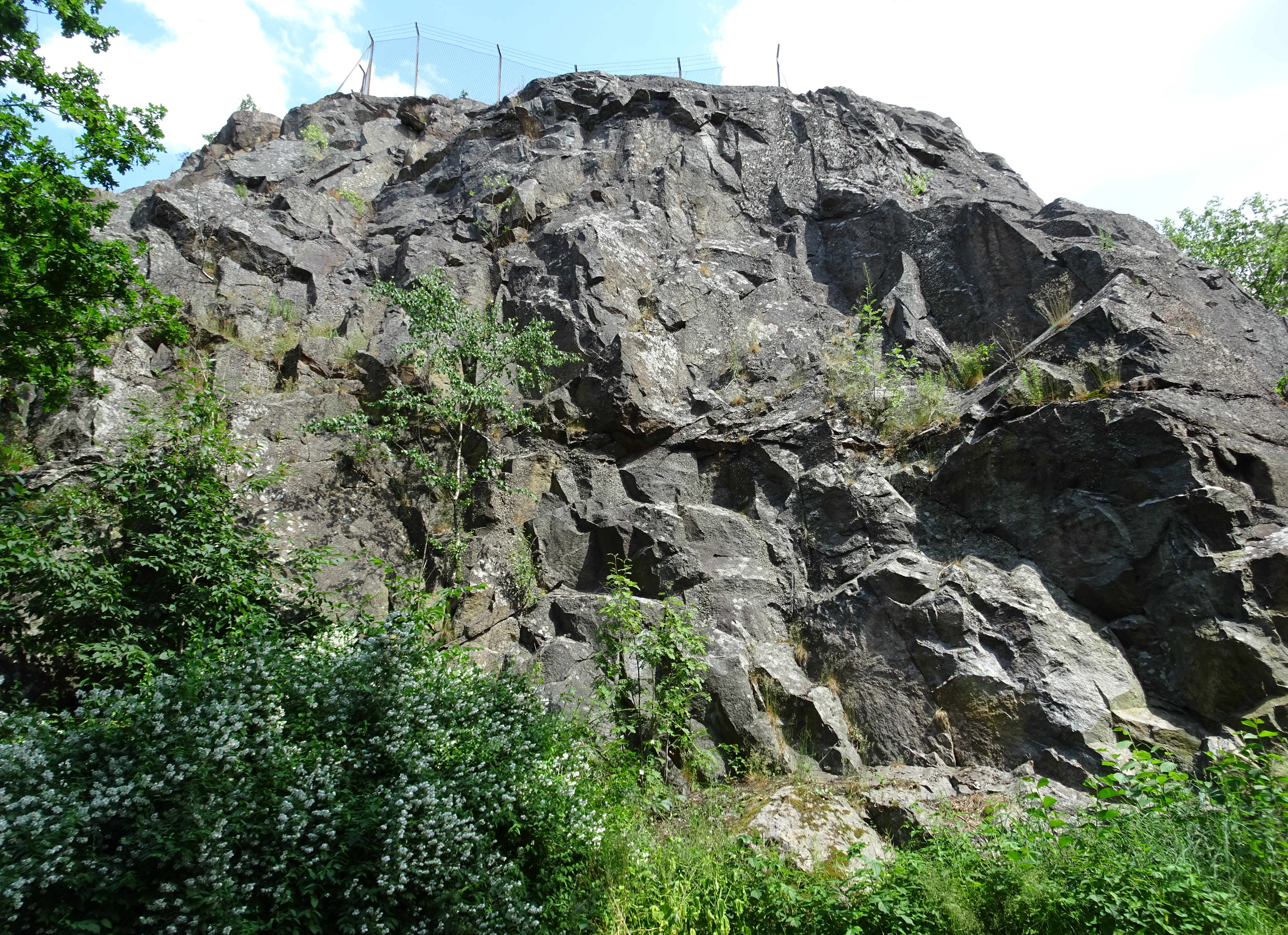
Vy från Huvudsta strand
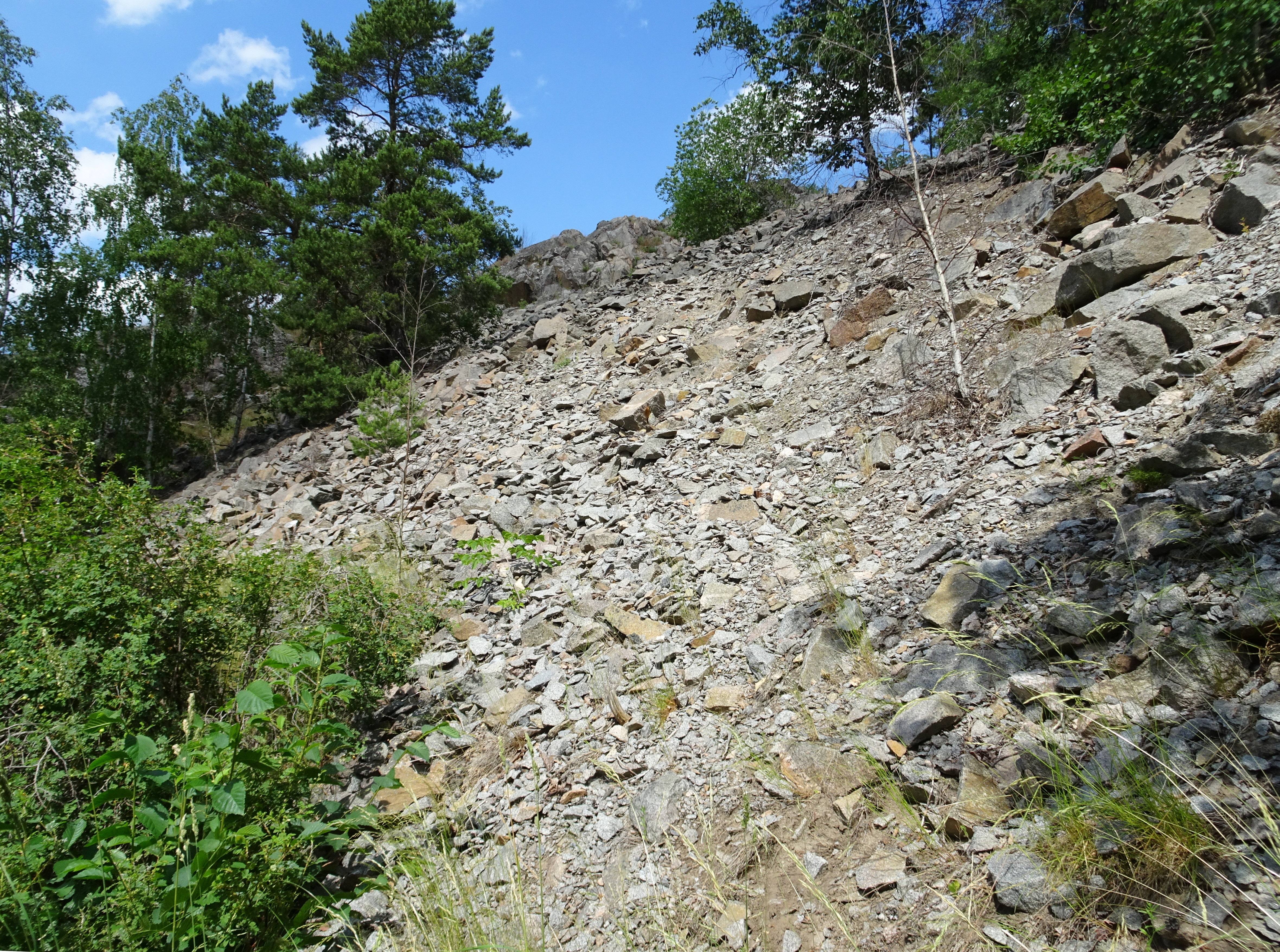
Vy från Huvudsta strand
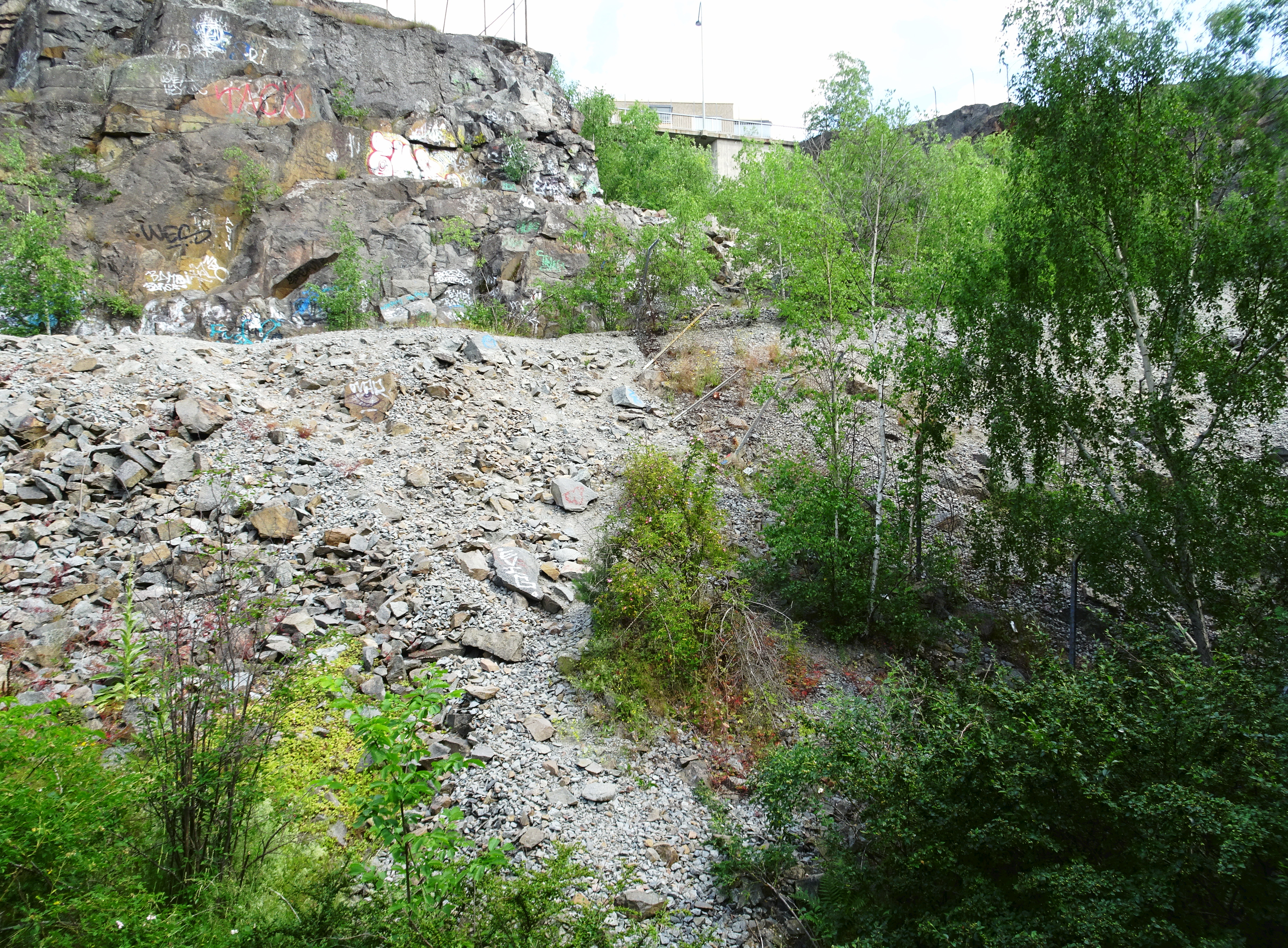
Vy från Huvudsta strand